# Кастелфранко Венето
Кастелфра̀нко Вѐнето (на италиански: Castelfranco Veneto; на венециански: Castèo, Кастео) е град и община в Северна Италия, провинция Тревизо, регион Венето. Разположен е на 43 m надморска височина. Населението на общината е 33 258 души (към 2014 г.).

## Известни личности

### Родени
- Реторе – певица, текстописка и актриса (р. 8 юли 1955 г.)